# フォーダム大学
フォーダム大学（フォーダムだいがく、英: Fordham University）は、アメリカ合衆国ニューヨーク州に立地するイエズス会系の名門私立大学。 「ヒドゥン・アイビー」の1校に数えられている。

## 概要
1841年にセント・ジョンズ・カレッジ（St. John's College）としてカトリックのニューヨーク大司教区により設立される。1846年にニューヨーク州の認可を受け、ケンタッキーのセント・メリーズ・カレッジなどからイエズス会の教員が招かれた。以来イエズス会の伝統に沿った教育が続けられたが、現在は理事会でも非聖職者が多数を占める。1907年にフォーダム大学に改名。現在では学部・大学院合わせて約1万7000人が学ぶ中堅校に成長している。
ロー・スクールのほか芸術、教育、社会福祉、神学など合計７つのスクールを擁する。
キャンパスはマンハッタン中心部リンカーン・センターを中心に、ブロンクスに２か所（ローズ・ヒル地区、ブロンクス公園隣）、また北郊のウェストチェスター郡の合計４つを維持している。
付属男子校を併設していたが、この高校は1972年に法的に大学と別組織になり、本部キャンパスの北西角に隣接する地に校舎を移転した。
世界的な大学ランキングではコロンビア大学やニューヨーク大学に大きく遅れをとるが、地域に根差した実務教育の着実さではニューヨーク・エリアで高い定評を受けており、弁護士のほかパラリーガル、中小企業経営者・図書館司書などを多数輩出することで地元経済を支える存在とみなされている。

## 大学ランキング
- QS世界大学ランキング- 学部課程：第126位（2024年）
- THE世界大学ランキング：第601-800位（2024年）[10]
- USニューズ Best Global Universities：第91位（2024年）[11]

## 著名な出身者
- テイラー・シリング - 女優　『オレンジ・イズ・ニュー・ブラック』主演
- アマンダ・サイフリッド - 女優
- アラン・アルダ - 俳優　エミー賞6回、ゴールデングローブ賞6回受賞
- アンドリュー・クオモ - 第56代ニューヨーク州知事、第64代ニューヨーク州司法長官
- アン・マルカヒー - ゼロックス社長、CEO
- ウィリアム・ケーシー - 元CIA長官
- ヴィンス・ロンバルディ - NFLの伝説的なヘッドコーチ、スーパーボウルMVPに渡されるトロフィーに名前を残している。
- ジャック・キーン - 退役陸軍大将
- ジョン・N・ミッチェル - アメリカ合衆国司法長官
- スティーブ・ベリャン - アメリカプロ野球史上初のラテン系選手。
- デンゼル・ワシントン - 俳優　アカデミー賞2回受賞
- ドナルド・トランプ - 第45代・第47代アメリカ合衆国大統領
- トーマス・コートニー - メルボルンオリンピック、陸上競技で2つの金メダルを獲得した。
- ドン・デリーロ - 小説家
- パディ・チャイエフスキー - 脚本家 (中退)アカデミー賞３回受賞
- パトリシア・クラークソン - 女優
- ビル・チャドウィック - ホッケーの殿堂入りを果たしたアイスホッケー選手。
- ビン・スカリー - MLB実況解説者
- フェイス・エヴァンス - 歌手（中退） グラミー賞受賞
- フランキー・フリッシュ - アメリカ野球殿堂入りを果たした二塁手。
- ブルース・ナックバー - 映画・ドラマのプロデューサー、ディレクター。
- マーティン・マクマーン - 南北戦争時代の将軍
- マリオ・ガベリ - ガベリ・アセット・マネジメント会長
- メアリ・H・クラーク - 推理小説家
- ルイス・ボカルディ - 元AP通信社長
- ローズ・マリー・ブラボー - 元バーバリーCEO
- 中島恒雄 - 東京福祉大学創立者・現学長。フォーダム大学特別高等客員教授(Distinguished Visiting Professor)
- 小室圭 - ニューヨーク州弁護士、ローウェンスタイン・サンドラー法律事務所アソシエイト、眞子元内親王の配偶者にして秋篠宮文仁親王の女婿かつ悠仁親王の義兄。フォーダム大学法務博士(Juris Doctor degree)[12]